# أحمد مختار (محافظ)
أحمد مختار (21 أغسطس 1947 - 19 ديسمبر 2010، عسكري وسياسي مصري. شغل سابقاً منصب محافظ الوادي الجديد اعتباراً من 2 يناير 2006 حتى وفاته في 19 ديسمبر 2010.)
هو متزوج ولديه 3 أبناء، ويحمل رتبة لواء، تخرج من الكلية الحربية عام 1969 في سلاح المشاة.

## التأهيل العلمي
- بكالوريوس العلوم العسكرية من الكلية الحربية عام 1969
- ماجستير في العلوم العسكرية من كلية القادة والأركان
- زميل أكاديمية ناصر العسكرية العليا
- الدورة العليا لكبار القادة
- دورة إدارة الأزمات

## الوظائف القيادية
- قائد كتيبة مشاة
- مخطط بهيئة عمليات القوات المسلحة
- رئيس أركان لواء 12 مشاة
- قائد اللواء السادس مشاة ميكانيكي
- رئيس فرع عمليات الأمانة العامة لوزارة الدفاع
- رئيس أركان الفرقة الثالثة مشاة ميكانيكي
- قائد الفرقة 18 مشاة ميكانيكا
- رئيس أركان المنطقة الشمالية العسكرية
- رئيس أركان الجيش الثالث الميداني
- قائد الجيش الثالث الميداني
- رئيس هيئة تدريب القوات المسلحة

## الانتدابات
- مدرس بالكلية الحربية
- ملحق دفاع بالمملكة العربية السعودية والبحرين

## المعارك التي شارك فيها
- حرب الاستنزاف.
- حرب أكتوبر.
- حرب تحرير الكويت.

## الأنواط والنياشين التي حصل عليها
1. نوط الشجاعة العسكري
2. نوط التدريب
3. نوط الواجب العسكري
4. ميدالية تحرير الكويت
5. ميدالية الخدمة الطويلة والقدوة الحسنة
6. نوط الخدمة الممتازة
7. ميدالية العيد الفضي لحرب أكتوبر
8. ميدالية 6 أكتوبر 1973

## الدول التي سافر إليها
- الولايات المتحدة الأمريكية
- جمهورية الصين الشعبية
- جمهورية ألمانيا
- فرنسا
- إنجلترا
- النمسا
- اليونان
- إيطاليا
- معظم الدول العربية

## وفاته
توفي اللواء أحمد مختار بالصين في 19 ديسمبر 2010 بعد إجرائه عملية جراحية لزرع كبد. وقد أقيمت له جنازه عسكريه مهيبه خرجت من مسجد أل رشدان بمصر الجديدة، مرورا بالنصب التذكارى للجندى المجهول وتقدمها رئيس الجمهورية في حينها (محمد حسنى مبارك) وكبار رجال الدولة.